# Miami, Manitoba
Miami är en ort i Kanada.   Den ligger i provinsen Manitoba, i den sydöstra delen av landet, 1 700 km väster om huvudstaden Ottawa. Miami ligger 308 meter över havet och antalet invånare är 435.
Terrängen runt Miami är platt. Runt Miami är det mycket glesbefolkat, med 2 invånare per kvadratkilometer.. Det finns inga andra samhällen i närheten.
Trakten runt Miami består till största delen av jordbruksmark.